# RZO (groupe)
Pour les articles homonymes, voir RZO.
RZO (également connu sous le nom de Rapaziada da Zona Oeste) est un groupe brésilien de hip-hop, originaire de la Zona Oeste de São Paulo, dans le district de Pirituba. 

## Histoire
À la fin des années 1990, le groupe se trouve à l'épicentre du rap, lorsqu'il explose sur MTV Brésil et devient viral (même sans Internet) avec le clip de O Trem
Le groupe Sandrão, DJ Cia et Helião est responsable de l'introduction sur le marché de l'art de grands noms de la scène musicale tels que Negra Li (pt), Sabotage, Marrom, DBS e a Quadrilha (pt), U-Time (pt), Função RHK (pt), et bien autres. Le groupe met fin à ses activités en 2004. En conséquence, de nombreux fans se rendent sur les réseaux sociaux pour appeler le groupe à reprendre ses activités. En 2014, ils font leur retour. Dans ce grand retour, après une longue période d'absence de la scène, ils ont marqué le retour du groupe lors d'un concert pendant le tournant culturel de 2014. Cette même année, le 30 septembre, ils ont donné un concert dans le studio de ShowLivre, retransmis en direct sur internet.

## Discographie

### Albums studio
- 1993 : Vida Brazileira
- 1997 : RZO
- 1999 : Todos são Manos
- 2003 : Evolução é uma Coisa
- 2017 : Quem Tá no Jogo

### Singles
- 2016 : Paz Em Meio Ao Caos (Part. Bone Thugs-N-Harmony)
- 2016 : Jovens a Frente Do Tempo
- Neural (Part. Negra Li, & Família Sabotage)

## Distinctions
| Année | Prix         | Catégorie                                  | Réf   |
| ----- | ------------ | ------------------------------------------ | ----- |
| 2003  | Prêmio Hutúz | Meilleur groupe ou artiste solo de l'année | [ 6 ] |